# Miessakit
Miessakit rf är en finländsk organisation som verkar för att ge stöd till finländska mäns mentala, psykiska och sociala välbefinnande. Organisationens verksamhetsformer kompletterar de befintliga kristjänsterna för män samt främjar våldfritt familjeliv. Föreningen kopplar samman mansgrupper med likartade mål runt om Finland och upprätthåller internationella kontakter inom sitt verksamhetsområde.
Miessakit har en riksomfattande nätverk av frivilliga som lokala kontakter för information gällande föreningen och dess verksamhet. Miessakit ger också ut litteratur inom sitt verksamhetsområde och arbetar för att främja mäns synvinkel i samhället.

## Verksamheter
- Mansgruppverksamheten samlar män i smågrupper för att diskutera olika frågor kopplade till mäns liv och reflekterar tillsammans för att finna byggstenar för sin personliga utveckling.
- Pappaverksamheten (Isyyden Tueksi) genomför utbildningar som stödjer faderskap.
- Stöd för att avstå från användning av våld i nära relationer, (Lyömätön Linja) riktar sig till män som använt fysiskt eller psykiskt våld i sina nära relationer. Målsättningen för det individuella arbetet är att hjälpa kunden avstå från våld. Via psykoterapeutisk bearbetning kan han fånga upp kopplingar mellan känsloliv och beteende som väsentligt påverkar användningen av våld.
- Stöd för invandrarmän (Vieraasta Veljeksi) riktar sig till invandrarmän med mål att stärka deras integration genom att skapa nya former av umgänge och samverkan mellan invandrarmän och finlandsfödda män.
- Utvecklings- och utbildningsverksamheten (Miestyön Osaamiskeskus) undersöker och utvecklar arbetet med män samt förstärker kompetensen hos aktörerna inom området.
- Stöd i skilsmässa (Erosta Elossa)  erbjuder stöd och rådgivning för män med problem i anslutning till skilsmässa. Verksamheten omfattar individuella samtal, rådgivning och kamratgrupper med utrymme för de frågor som uppstår när parförhållandet hotar att upphöra, under själva skilsmässoprocessen och efter skilsmässan. Ett centralt mål är att säkerställa kontinuiteten i förhållandet mellan far och barn också efter skilsmässan.
- Rådgivningstjänster erbjuder individuellt samtalsstöd samt rådgivning via e-post och telefon.
- Samhället. Genom sitt sociala påverkansarbete vill föreningen främja den manliga synpunkten i den offentliga debatten, dels genom ställningstaganden, dels genom att ta fram frågor som anses viktiga. Miessakit deltar i debatten via publikationer samt i evenemang och tillfällen utmärkta av en villighet att diskutera för föreningen centrala frågor.